# Very Large Container Ship
Unter der Größenbezeichnung Very Large Container Ship (VLCS) (deutsch: sehr großes Containerschiff) versteht man die Gruppe der Containerschiffe mit einer Stellplatzkapazität von etwa 8000 Standardcontainern (TEU) und darüber.

## Einzelheiten
Die Größenangabe bezeichnet Containerschiffe, die zwischen etwa 8000 bis 10.000 TEU transportieren können. Je nach Definition umfasst der Begriff auch Schiffe mit nochmals größerer Kapazität – diese werden ansonsten als Ultra Large Container Ship (ULCS) bezeichnet. Die ersten Schiffstypen dieser Größe waren die ab 1996 bei der dänischen Odense Staalskibsværft gebauten Schiffe der „K“-Klasse und die ab 1997 folgenden Einheiten der „S“-Klasse. Die ersten Schiffe, die auch nach offiziell bekanntgegebenen Werten die Marke von 8000 TEU überschritten, waren die ab 2003 abgelieferten Einheiten der OOCL SX-Klasse.